# Lichtenberg
 Denne artikel omhandler bydelen Lichtenberg. For jernbanestationen, se Berlin-Lichtenberg.
 For alternative betydninger, se Lichtenberg (flertydig). (Se også artikler, som begynder med Lichtenberg)
Lichtenberg er det ellevte af Berlins tolv distrikter (tysk: Bezirke). Det udgøres af bydelene (tysk: Ortsteile) Friedrichsfelde, Karlshorst, Lichtenberg, Falkenberg, Malchow, Wartenberg, Neu-Hohenschönhausen, Alt-Hohenschönhausen, Fennpfuhl og Rummelsburg.
Med et areal på 52,1 km2 og et befolkningstal på 294.201 (2020) er Lichtenberg det henholdsvis fjerdemindste og sjettemindst folkerige distrikt i Berlin. Med 5.646 indbyggere pr. km2 har distriktet byens femtehøjeste befolkningstæthedsgrad.
Distriktets lokale borgerrepræsentation (tysk: Bezirksverordnetenversammlung) domineres af partiet Die Linke med 18 ud af 55 pladser. Siden 2016 har Michael Grunst (Die Linke) været Lichtenbergs distriktsborgmester (tysk: Bezirksbürgmeister). Han udgør sammen med fire øvrige forvaltere (tysk: Bezirksstadträte), valgt af Lichtenbergs borgerrepræsentation, distriktets daglige ledelse (tysk: Bezirksamt).
Lichtenberg, der tidligere lå i Østberlin, rummer Tierpark Berlin, den største af Berlins to zoologiske haver. Det omfattende hovedkvarter for den østtyske efterretningstjeneste Stasi lå også i bydelen. Komplekset er i dag omdannet til Stasi-museum. På stedet findes samtidig et mindesmærke over de, der blev fængslet af Stasi.

## Lichtenberg bydele
Lichtenberg er inddelt i følgende bydele:
| Bydele                    | Areal (km2) | Befolkningstal 31. december 2020 | Befolkningstæthed pr. km2 |
| ------------------------- | ----------- | -------------------------------- | ------------------------- |
| 1101 Friedrichsfelde      | 5,55        | 55.423                           | 9.986                     |
| 1102 Karlshorst           | 6,55        | 28.206                           | 4.306                     |
| 1103 Lichtenberg          | 7,22        | 41.359                           | 5.728                     |
| 1104 Falkenberg           | 3,06        | 2.189                            | 715                       |
| 1106 Malchow              | 1,54        | 643                              | 418                       |
| 1107 Wartenberg           | 6,92        | 2.578                            | 373                       |
| 1109 Neu-Hohenschönhausen | 5,16        | 56.921                           | 11.031                    |
| 1110 Alt-Hohenschönhausen | 9,33        | 50.070                           | 5.367                     |
| 1111 Fennpfuhl            | 2,12        | 33.751                           | 15.920                    |
| 1112 Rummelsburg          | 4,52        | 25.697                           | 5.685                     |
| 1112 Borsigwalde          | 2,0         | 6.769                            | 3.385                     |

## Politik

### Distriktsforvaltningen i Lichtenberg
Den daglige politiske ledelse af distriktet varetages af følgende distriktsforvaltere:
| Distriktsforvaltere                   | Parti     |
| ------------------------------------- | --------- |
| Distriktsborgmester Michael Grunst    | Die Linke |
| Vicedistriktsborgmester Kevin Hönicke | SPD       |
| Katrin Framke                         | Løsgænger |
| Martin Schaefer                       | CDU       |
| Frank Elischewski                     | AfD       |

### Borgerpræsentationen i Lichtenberg
Distriktets lokale borgerrepræsentation har siden distriktsvalget 18. september 2016 haft følgende sammensætning:
| Parti                 | Pladser |
| --------------------- | ------- |
| Die Linke             | 18      |
| SPD                   | 13      |
| AfD                   | 12      |
| CDU                   | 7       |
| Bündnis 90/Die Grünen | 5       |
| I alt                 | 55      |

### Internationale venskabsbyer
- Kamubukwana, Mozambique (siden 1995)
- Białołęka, Polen (siden 2000)
- Kaliningrad, Rusland (siden 2001)
- Hajnówka, Polen (siden 2001)
- Jurbarkas, Litauen (siden 2003)
- Margareten, Wien (siden 2015)
- Hoàn Kiếm, Vietnam (siden 2015)